# 天舟七号
天舟七号货运飞船是天舟系列货运飞船的第七次飞行任务，于2024年1月17日22时27分许从中国文昌航天发射场使用长征七号遥八运载火箭发射升空，并采取3小时快速自主交會對接方案，于1月18日凌晨01时46分与空間站組合體在軌完成交会对接。2024年11月10日，天舟七号撤离空间站组合体；11月17日，飞船受控再入大气层，任务结束。由于后续天舟八号任务的发射推迟，天舟七号任务是任务时间最长的天舟任务（约305天）。
執行本次任務的天舟七號飛船是天宮空間站的第十四个对接组件、第十二艘到訪航天器以及第六艘無人貨運飛船，该飞船同时也是自天舟六号起的新一批次六艘飞船中的第二艘。天舟七号飞行任务的发射时间未安排在神舟飞船发射前夕，这是自天舟二号以来的首次，原因是自天舟六号起的新一批次天舟飞船运力提升，发射频率降低。

## 任务历史
- 2023年11月19日，天舟七号飞行任务标识公布。天舟七号货运飞船已完成出厂有关工作，于近日运抵文昌航天发射场，后续将按计划开展总装、测试等工作。[7]

- 2024年1月15日，天舟七号货运飞船与长征七号遥八运载火箭组合体垂直转运至发射区。[8]

- 2024年1月17日22时27分，天舟七号于文昌航天发射场发射。[9]

- 2024年1月17日22时49分，天舟七号发射成功。[10]

- 2024年1月18日01时46分，天舟七号采用自主快速交会对接模式，成功对接空间站天和核心舱后向端口。[11]此次採用的3小時標準對接流程，尚屬首次，此前還有設計過2小時，6.5小時對接方案，總結這些經驗平衡了速度與風險。[12]
- 2024年9月6日，台风摩羯在海南省文昌市登陆，对正在文昌航天发射场进行的天舟八号任务发射准备工作造成影响，导致原定于9至10月间的任务发射日期推迟至11月15日。因此，天舟七号任务时间也相应延长。
- 2024年11月10日16时30分，天舟七号从空间站组合体撤离，转入独立飞行阶段，将于近期择机受控再入大气层销毁。[13]

- 2024年11月17日21时25分，天舟七号货运飞船已受控再入大气层，飞船绝大部分器件在再入大气层过程中烧蚀销毁，少量残骸落入预定安全海域。[14]

## 运载物
天舟七号货运飞船携带物资总重约5.6吨，共260余件，包括试验载荷定制货包等大型货物及2400千克生活物资。此次任务中，天舟七号还搭载了中国航天科技集团五院529厂研制的可在轨独立更换熔断器的新型供电插座，长宽只有10厘米见方，具备快速拆装、插槽对位、不脱出锁紧等多项在轨维修功能，将对航天员在空间站的日益增加的在轨用电起到举足轻重的作用。此外，它还携带了1750公斤的推进剂，其中700公斤用于补加给空间站。
天舟七号与天舟六号为同批研制生产的货运飞船，为天舟货运飞船全密封构型的改进型，是世界现役货物能力最强的货运飞船之一。

## 任务标识
天舟七号任务标识在2023年8月31日至9月30日面向全社会征集，10月28日至11月5日对5个候选方案开展网络投票，11月19日选定方案。天舟七号任务标识是中国载人航天工程第二批面向全社会公开征集的任务标识之一，天舟七号是首个使用该批任务标识的飞行任务。
天舟七号任务标识设计者为中国航天科技集团中国空间技术研究院北京空间科技信息研究所北京神舟航天文化创意传媒公司设计师杨倩楠。天舟七号任务标识正中的“7”色彩斑斓、直通远方，象征着中国航天事业在漫漫征程上勇往直前，在广袤太空中书写了浓墨重彩的一笔；空间站在路的尽头隐约浮现，象征本次天舟七号货运飞船将与空间站完成对接。边框提取中国传统云纹进行设计，作为经典的吉祥图案，寓意高升和如意。在万千金色星辰的点缀下，滚滚祥云在两侧舒展流动，护送画面中心的天舟七号货运飞船飞行，表达了对此次任务衷心的祝福。整体配色使用传统中国色彩，边框金镶玉的配色与中心的景泰蓝相结合，二者形成鲜明反差。